# Grotte de Saint-Ignace
La grotte de Saint-Ignace (en catalan: Cova de Sant Ignasi) est un sanctuaire religieux catholique sis au bord de la rivière Cardener à Manrèse, en Espagne (Catalogne). C’est dans cette grotte naturelle que saint Ignace de Loyola passa 10 mois (mars 1522 à février 1523) d’intense prière et sévère pénitence après sa conversion.  Le sanctuaire comprend une chapelle (la grotte originale) l’église baroque du XVIIe siècle et un bâtiment néo-classique du XIXe siècle. Le monument est inscrit sur la liste du patrimoine local de Catalogne.

## Histoire
Après avoir déposé aux pieds de Notre-Dame de Montserrat (à l’abbaye bénédictine de Montserrat) tous ses attributs de chevalier, Ignace de Loyola se retire en mars 1522 dans une grotte naturelle près du Cardener, un peu à l’extérieur de la ville de Manrèse (aujourd'hui en Catalogne). Il y vécut dix mois d’intense prière et de stricte austérité physique, en expiation de ses péchés et y reçut des grâces mystiques éminentes. Il était en lien étroit avec l'abbaye de Montserrat par son prieuré de Manrèse et son confesseur bénédictin. Il avait l’habitude de noter dans un cahier ces expériences : elles sont à l’origine de son petit livre des Exercices spirituels. 
En 1603, une chapelle est construite à côté de la grotte et dédiée à saint Ignace (avant même sa béatification). Au XVIIe siècle, une église de style baroque est construite comme majestueuse entrée de la grotte à laquelle elle donne accès. De 1894 à 1896, les Jésuites construisent un bâtiment de grande dimension au-dessus de la grotte qui sert de maison où sont donnés les 'Exercices spirituels'. De 1915 à 1918, le couloir de passage entre l’église et la grotte fut orné d’une abondante décoration artistique.

## Le sanctuaire

### La grotte

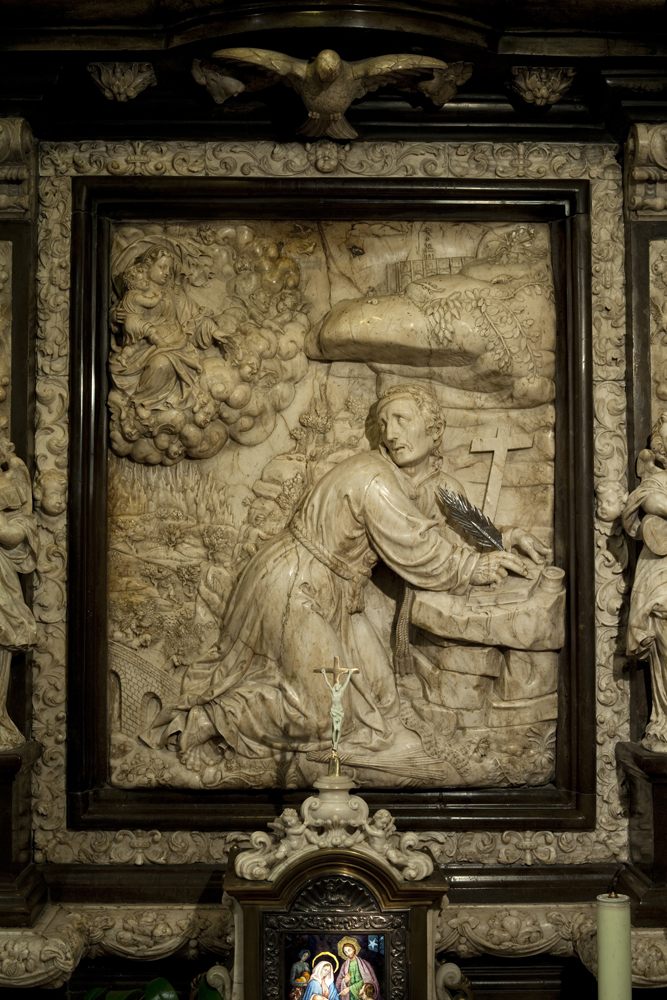
Le retable en albâtre, dans la grotte.

La grotte est un site naturel sur la rive gauche de la rivière Cardener au-dessus duquel furent construits l’église et le centre de spiritualité ignacienne. La grotte est aujourd’hui aménagée en chapelle et oratoire. Au-dessus de l’autel fut placé un retable en albâtre (XVIIe siècle) illustrant saint Ignace qui, à genoux dans la grotte, compose ses ‘Exercices spirituels’. D'autres reliefs d’albâtre illustrent divers épisodes de la vie de saint Ignace. Des croix gravées dans la pierre vive de la grotte où il priait sont traditionnellement attribuées à saint Ignace lui-même. 
Pour passer de l’église à la grotte on emprunte un large vestibule dessiné par Martí Coronas au début du XXe siècle. La décoration en est somptueuse et de grande valeur artistique. Sur le côté gauche, quatre vitraux prennent toute la hauteur du mur. Du côté droit des compositions en mosaïque, de style vénitien, avec des reliefs en bronze représentant des personnages historiques ornent le mur. Le plafond et le sol sont de style ‘Renaissance catalane’ avec des représentations du saint. À l’entrée de la grotte deux anges de bronze rappellent la prière et la pénitence de saint Ignace. 

### L’église
L’église est un édifice baroque de 1759, typique de l’architecture jésuite. Elle est d’une seule nef, avec des bas-côtés et des chapelles, au-dessus desquels courent quelques tribunes avec des treillis baroques donnant vue sur la nef. La façade de l’église dont la hauteur est modeste, est d’un baroque exubérant, mais avec unité proportionnelle de style et lignes harmonieuses.

### Le bâtiment
Le bâtiment du centre jésuite de spiritualité qui surplombe la grotte remplace une modeste maison du XVIIe siècle où vivait déjà une communauté jésuite. Datant du XIXe siècle, il est imposant et même écrasant. Son style est éclectique et d’inspiration néo-classique.

## Galerie

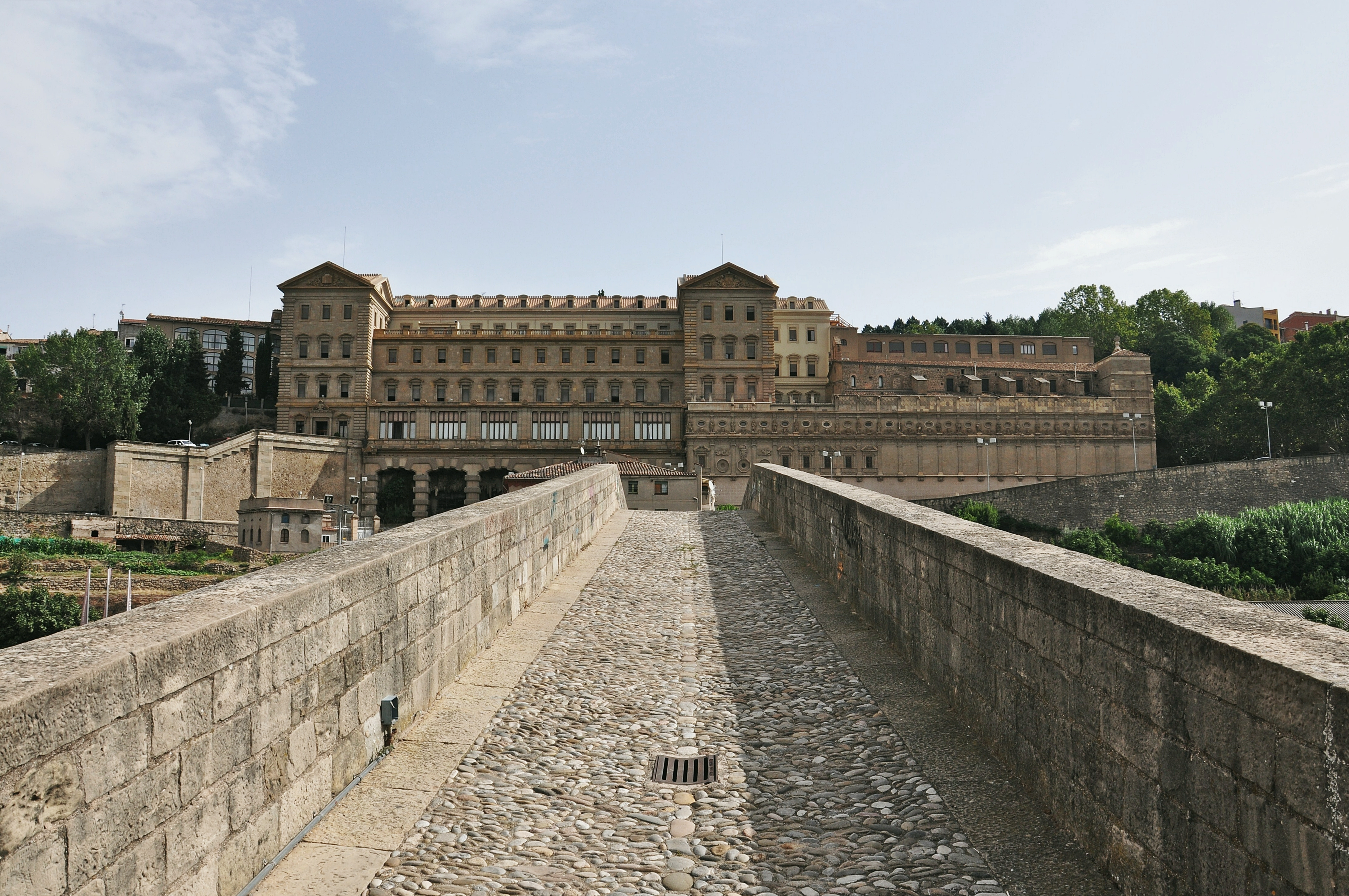
Vue du complexe à partir du pont-vieux sur le Cardener.
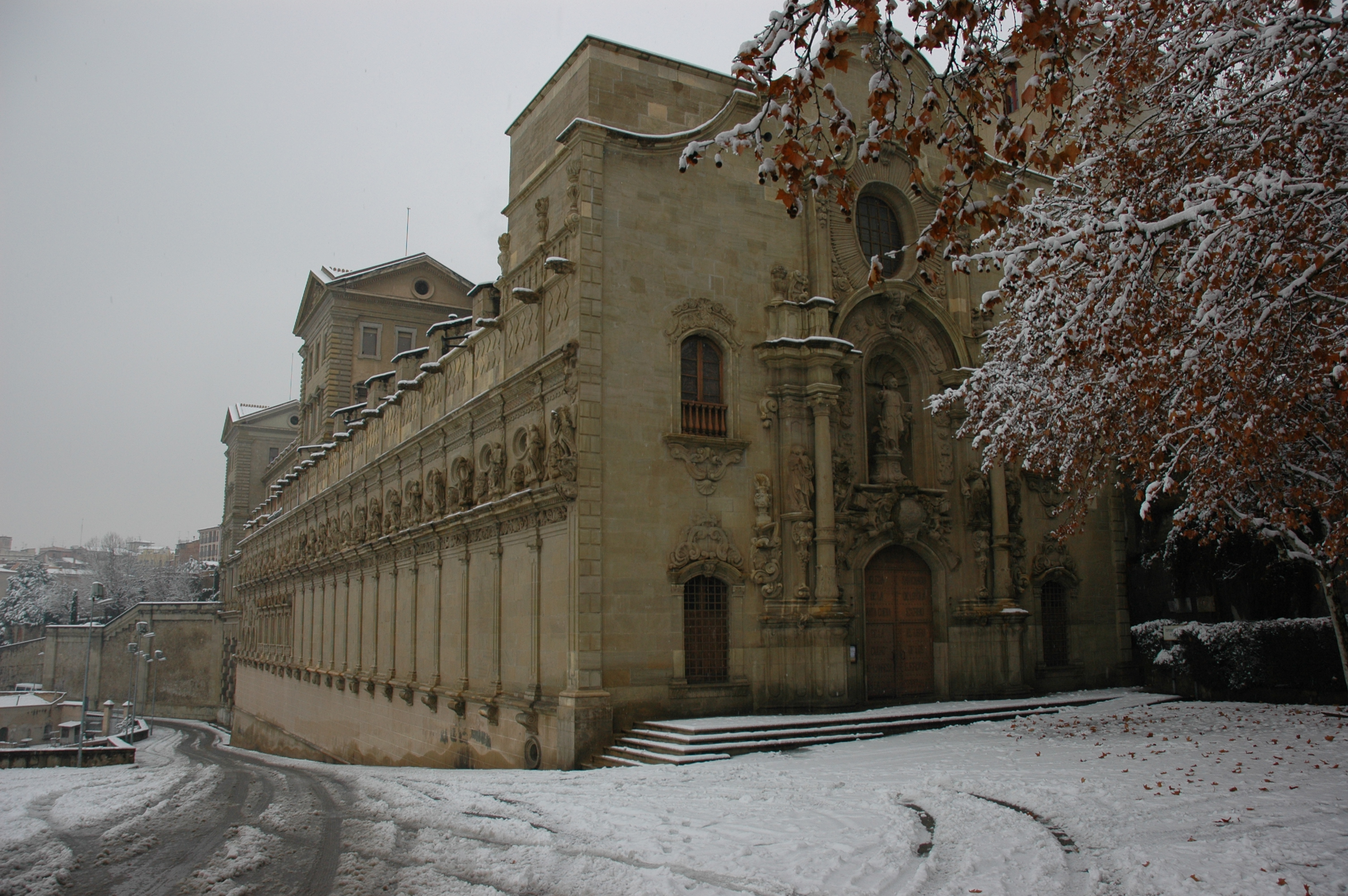
L'église.
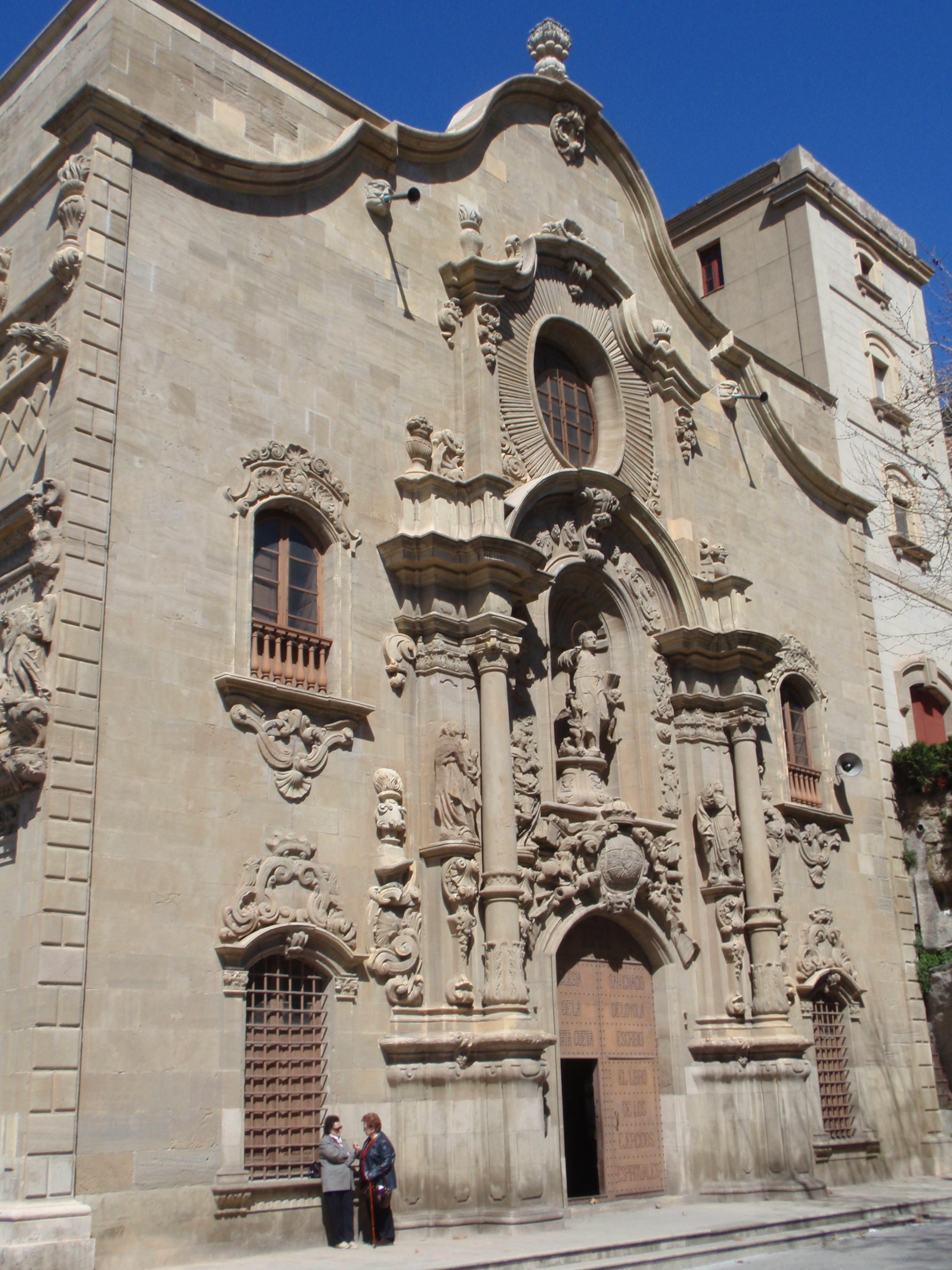
La façade de l'église.
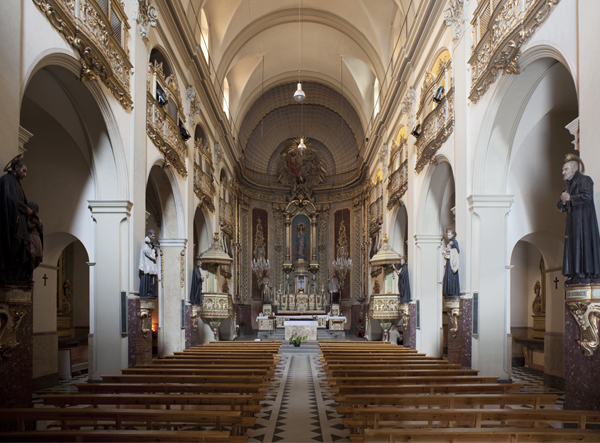
Nef de l'église.
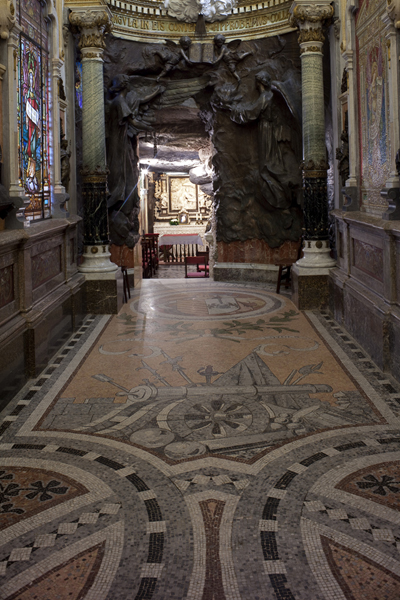
Vestibule conduisant à la grotte.
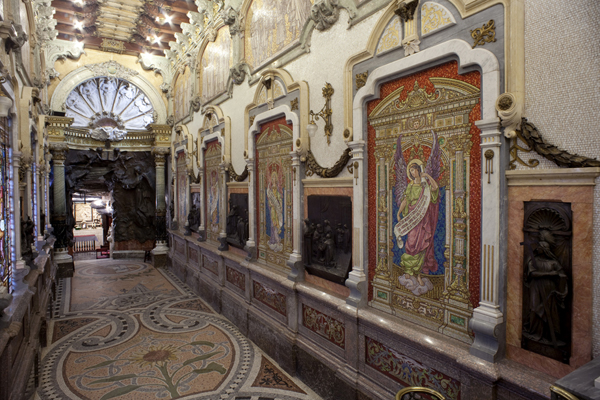
Mosaïques du vestibule.
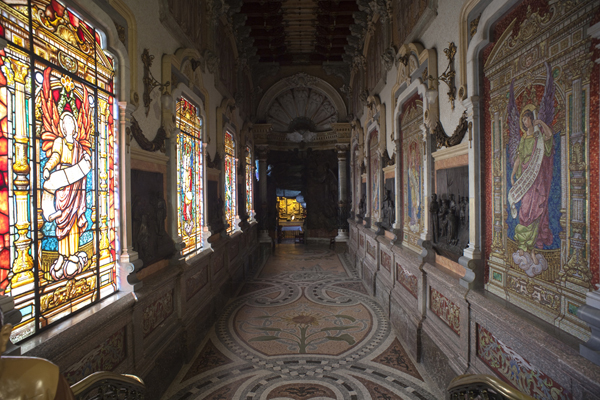
Vitraux du vestibule.